# Огієвич Володимир Іванович
Володимир Іванович Огієвич  (біл. Агіевіч Уладзімір Іванавіч; 26 вересня 1910, Пуховичі — 2 жовтня 1952, Мінськ) — білоруський радянський літературний критик і літературознавець, поет, перекладач; член Спілки письменників СРСР з 1946 року.

## Біографія
Народився 13 [26] вересня 1910 року в селі Пуховичах (нині Житковицький район, Гомельська область, Білорусь) у селянській сім'ї. У 1929—1933 працював наставником у сільській школі. 1937 року закінчив літературний факультет Могильовського педагогічного інституту. У 1937—1941 роках вчився в аспірантурі при Академії наук Білоруської РСР, одночасно протягом 1937—1939 років викладав у Слуцькому педагогічному училищі. Певний час викладав історію білоруської літератури в мінських вищих навчальних закладах.
Учасник німецько-радянської війни. Був поранений. У 1943—1946 — науковий секретар відділення громадських наук Академії наук Білоруської РСР.  Працював викладачем білоруської літератури в Мінському педагогічному інституті, літературним консультантом у Спілки письменників Білоруської РСР, редактором відділу часопису «Білорусь». 
Помер у Мінську 2 жовтня 1952 року. Похований у Мінську на Військовому цвинтарі.

## Творчість
Дебютував віршами у 1928 році. Як критик почав виступати з 1941 року. Писав про творчість Янки Купали і Якуба Коласа, про повоєнну білоруську поезію. Уклав підручники (разом з Іваном Кудрявцевим):
- «Зошит для читання в 2 класі шкіл робітничої і сільської молоді» (Мінськ, 1952);
- «Зошит для читання в 3 класі шкіл робітничої і сільської молоді» (Мінськ, 1952).

Кращі критичні праці зібрані в книзі «Література і життя» (Мінськ, 1954). 
Білоруською мовою переклав оповідання Марії Прилежаєвої «З вами товариші» (Мінськ, 1950).